# Bomolocha perspicua
Bomolocha perspicua là một loài bướm đêm trong họ Noctuidae.